# Bulbophyllum reifii
Bulbophyllum reifii är en orkidéart som beskrevs av Anton Sieder och Kiehn. Bulbophyllum reifii ingår i släktet Bulbophyllum och familjen orkidéer. Inga underarter finns listade i Catalogue of Life.